# Ford Vega
La Ford Vega a été l'entrée gagnante d'un concours de design automobile parrainé par Ford et achevé en 1953. Un seul exemplaire a été créé.

## Histoire
Les GI de retour après avoir servi à l'étranger dans les années qui ont suivi la Seconde Guerre mondiale ramenaient à la maison des MG, des Jaguar, des Alfa Romeo et des voitures de sport européennes similaires, une catégorie qui n'existait pratiquement pas pour les constructeurs américains,. En 1951, Nash Motors a commencé à vendre une coûteuse voiture de sport deux places, la Nash-Healey, fabriquée en partenariat avec le designer italien Pininfarina et l'ingénieur automobile britannique Donald Healey, mais il y avait peu de modèles à prix modéré.
GM a répondu avec le prototype de Corvette en pré-production, l'EX-122 construite à la main et présentée pour la première fois le 17 janvier 1953. La production a commencé six mois plus tard, avec la Chevrolet Corvette (C1).
Ford a également répondu. La Ford Vega a été conçue en tant qu'entrée à un concours de design parrainé par Ford, Henry Ford II a exprimé son intérêt et a fourni le financement supplémentaire nécessaire pour l'achèvement du roadster deux places léger.
Les règles du concours spécifiaient un châssis de Ford Anglia britannique monté sur un V8 à tête plate de Ford construit par Phil Weiand et modifié avec des doubles carburateurs, des culasses à haute compression et des collecteurs d'échappement de type tube.
Le design gagnant était de Vince Gardner, qui a commencé sa carrière en tant que modeleur d'argile pour Gordon M. Buehrig lors de la conception de la Cord 810. Certaines touches de style, telles que les phares escamotables, étaient des détails inspirés de la Cord. La carrosserie légère a été fabriquée en aluminium par l'orfèvre Emil Deidt.

## Influence
Des célébrités telles que Groucho Marx et Howard Hughes se sont vu offrir des vernissages privés de la Vega sur invitation d'Henry Ford II. Henry Ford II a fièrement exposé la voiture à l'occasion du 50e anniversaire de l'entreprise.
Gardner avait prévu de produire une version de la Vega bon marché en fibre de verre à fabriquée sous forme de kit, malheureusement, les droits sur la conception du véhicule étaient la propriété de Ford selon les règles du concours original. Alors que Ford a montré de l'enthousiasme, la Vega était un projet unique qui n'est finalement pas entré en production en série. En tant qu'exercice, cependant, ce fut un succès.
La production d'un roadster élégant a suscité de l'intérêt au sein de Ford pour la fabrication de son propre roadster sportif et moderne, ce qui a directement conduit à la création de la très réussi Ford Thunderbird 2 places en 1955.
La Thunderbird cabriolet occupait le même créneau que la Vega. Après l'introduction de la Ford Mustang en 1964, la Thunderbird a augmenté de taille et a déplacé l'accent de ces aspirations de performance vers un luxe accru, afin de ne pas cannibaliser les ventes de voitures de sport au sein de l'entreprise Ford.

## Destin éventuel
La voiture unique était exposée pendant plusieurs années au Ford Rotunda Exhibition Center à Dearborn, Michigan, restant la propriété de Ford. Lors de la vente aux enchères Barrett-Jackson Scottsdale de 2006, elle a été vendue pour 385 000 $ au collectionneur privé Sam Pack, en qui elle reste en possession.